# 陳渴真
陳渴真（越南语：／，1370年—1399年），越南（大越國）陳朝晚期將領，曾參予對占婆國作戰，並擊斃該國國王制蓬峩，使占婆進攻越南的威脅得以解除。其後因不滿外戚黎季犛把持朝政，意圖刺殺胡氏，但最終卻行動不成而被殺害。在越南後世，陳渴真因其忠義的形象，受到人民立祠尊崇。

## 生平

### 家世
陳渴真是越南陳朝時期的永寧縣河朗人，家族是軍人世家，「三代為上將軍」。先世是前黎朝皇帝黎桓，其後人獲得陳太宗皇帝賜姓。蒙古入侵越南時，其家族之中的保義王陳平仲曾參予抗敵，兵敗被擒後因不願降服而被殺。陳渴真便是陳平仲的後裔。

### 抵抗占婆入侵
陳渴真生活的年代，大越國陳氏與南鄰占婆國王制蓬峩交戰連年，局勢緊張。1389年，占婆國出兵北上，與越軍經過一輪交鋒後，於農曆十一月屯駐距離越都昇龍不遠的黃江（在今越南河南省的一段紅河）。陳氏朝廷的上皇陳暊感到形勢危急，就派陳渴真率領「龍捷軍」抵禦。兩人「涕泣拜辞」後，陳渴真就率軍前進。到達黃江後，陳渴真遇見占軍，並看到該處「無可戰之地」，就退守海潮江（在今越南太平省與興安省境內等地），準備迎敵。
1390年農曆正月二十三日（西曆2月8日），占婆王制蓬峩親自率領水軍戰船百餘艘，觀察陳渴真部隊。這時，制蓬峩的一位小臣波漏稽叛降越軍，並向陳渴真指示制蓬峩所在的船隻。陳渴真立刻下命火器進攻，當場擊斃制蓬峩，越軍遂成功擊退占軍的進犯。關於此次勝利，阮朝時期的嗣德帝認為並無多大了不起，評論道：「亦幸耳，非其能！」
陳渴真立下大功後，獲朝廷褒賞，晉升為「龍捷奉宸內衛上將軍」，封「武節關內候」，其麾下將領亦得封賞。

### 謀刺黎季犛及被殺
陳朝末期，朝政由出身外戚的權臣黎季犛所操控，甚至於1398年，廢陳順宗皇帝，改立年僅三歲的太子陳少帝，不久更殺害順宗，務求為日後奪取帝位鋪路。陳渴真對此深表不滿，乃於次年（1399年），聯同太保陳沆（又作陳元沆）等人，乘著與黎季犛在頓山（在今越南清化省）會盟的機會，派刺客行刺。黎季犛率領衛隊來到陳渴真家樓，刺客范牛膝打算行動，陳渴真認為時機未到，「瞪目止之」，黎季犛感到不妥，立刻逃去。刺殺計謀亦最終敗露，陳渴真和一眾與謀者，以及親戚合共三百七十多人，均遭殺害，家屬財產均遭沒收或殘酷對待，「女人為婢，男子自一歲以上，或生瘞於地，或沉於水」。此事亦使黎季犛加緊打擊反對者，「逮捕餘黨，連年不絕」。
陳渴真雖已被害，但他的聲望對當時越南朝野仍具有一定影響力。在他被殺的同年農曆八月，盜賊阮汝蓋以「順宗見弒，渴真被殺」為由，招誘良民，響應者達萬餘人，在立石、底江、歷山、沱江、傘圓等地恣行侵掠，當地官府一時無法制止，到十二月才由阮鵬舉率軍平定。而陳渴真的一位裨將裴伯耆，則逃入中國，向明朝政府告急，要求對越南政局作出交涉。其後，明朝出兵南下，消滅黎季犛所創立的胡朝，遂使越南一度成為中國轄地。

## 評價
在越南後世，陳渴真被視為忠義的典範。後黎朝時編成的《南天忠義實錄》記載，陳渴真的為人和事跡，得到黎太祖皇帝「嘉其忠義」，並追封陳渴真為「湘枚大王」。到近現代，陳渴真仍受到人民尊崇，歷史學家陳仲金就稱「今在清化，有許多地方立祠奉陳渴真」。:461